# Coolie (película)
Coolie (कुली, قُلى) es una película de comedia de acción india de 1983, dirigida por Manmohan Desai y escrita por Kader Khan. La película está protagonizada por Amitabh Bachchan, un culí ferroviario, que fue separado de Waheeda Rehman, Kader Khan, Rishi Kapoor, Rati Agnihotri, Shoma Anand, Suresh Oberoi y Puneet Issar.

## Personajes
- Amitabh Bachchan - Iqbal Khan
- Rishi Kapoor - Sunny Khan
- Rati Agnihotri - Julie D'Costa
- Waheeda Rehman - Salma Khan
- Shoma Anand - Deepa Iyengar
- Amrish Puri - John D'Costa (padre de Julie)
- Kader Khan - Zafar Khan
- Suresh Oberoi - Vicky Puri
- Puneet Issar - Bob
- Satyen Kappu - Aslam Khan (padre de Iqbal)
- Om Shivpuri - Om Puri
- Nilu Phule - Nathu
- Mukri - el padre de Deepa
- Tun Tun - madre de 7 bebés
- Goga Kapoor - Goga
- Ballu (águila mascota) - Allah-Rakha (el nombre significa protección de Dios)